# ZEB1
Zinc finger E-box binding homeobox 1(ZEB1), también conocida como TCF8 i δEF1, es una proteína codificada en la especie humana por el gen ZEB1. Esta proteína pertenece, al igual que ZEB2, a la familia de factores de transcripción zinc-finger E homeobox-binding (ZEB). Es conocida principalmente por su papel como factor de transcripción en la transición epitelio-mesénquima (EMT) y la regulación de la diferenciación celular y la transformación. También se ha identificado su intervención en la regulación del daño del ADN, la diferenciación de células cancerosas y la metástasis.

## Historia
La proteína ZEB1 fue descubierta por primera vez en 1993, y fue descrita como un represor del potenciador de δ1-cristalina en los embriones de gallinas. Lo que llevó a pensar que ZEB1 estaba implicada en la embriogénesis. Además, ZEB1 se expresa específicamente en los tejidos mesodermos, el sistema nervioso y las lentes de los embriones de gallina. Posteriormente, la observación de ratones con una deleción del gen que codifica la proteína ZEB1 relevaron su papel en el desarrollo de los mamíferos, ya que se observó que los ratones que presentaban esta mutación morían perinatalmente y presentaban insuficiencia respiratoria, deficiencia grave de células T del timo y defectos esqueléticos como anomalías craneofaciales, defectos de las extremidades y el esternón y costillas malformadas.
En los últimos años, nuestro conocimiento sobre este factor de transcripción se ha expandido, y está claro que se expresa en varias células neurales, inmunológicas, mesenquimales y endoteliales. En estas células, las proteínas pertenecientes a la familia ZEB juegan un rol importante en la regulación de la diferenciación celular, supervivencia y proliferación. También se han llevado a cabo observaciones in vitro e in vivo que han demostrado funciones oncogénicas intrínsecas insospechadas de ZEB1 que afectan la oncogénesis desde sus primeras etapas.

## Genética y Síntesis
La proteína está codificada por el gen ZEB1, situado en las hebras delanteras del cromosoma 10. Este gen presenta 3 transcripciones, 281 secuencias ortólogas, 1 secuencia paráloga (ZEB2) y 70 fenotipos asociados.
En el promotor del gen ZEB1 se encuentran las zonas ARES, a los cuales se une el receptor de andrógenos. Se cree que gracias a esto puede ser regulada la expresión de la proteína ZEB1.
La regulación de la expresión de ZEB1 se puede lograr a diferentes niveles, y se puede controlar parcialmente mediante mecanismos epigenéticos basados en la observación de si las funciones transcripcionales o postranscripcionales de ZEB1 responden al inhibidor de HDAC Tricostatina A.
El circuito de retroalimentación entre ZEB1 y la familia microRNA-200 es un mecanismo descrito de regulación de la plasticidad celular, desdiferenciación y maquinaria EMT. También se ha demostrado que la ubiquitinación por el complejo ligasa E3 Skp1-Pam-Fbxo y la desubiquitinación por la enzima USP51 regula la expresión del gen ZEB1 y, por tanto, la EMT. La expresión de ZEB1 está bajo el control de diferentes reguladores positivos y negativos, incluida la señalización de mARN.
Estos mecanismos reguladores hacen de ZEB1 el objetivo principal de amplios espectros de vías de señalización implicadas en diversos procesos celulares, incluida la diferenciación, la proliferación, la plasticidad y la supervivencia.

## Estructura

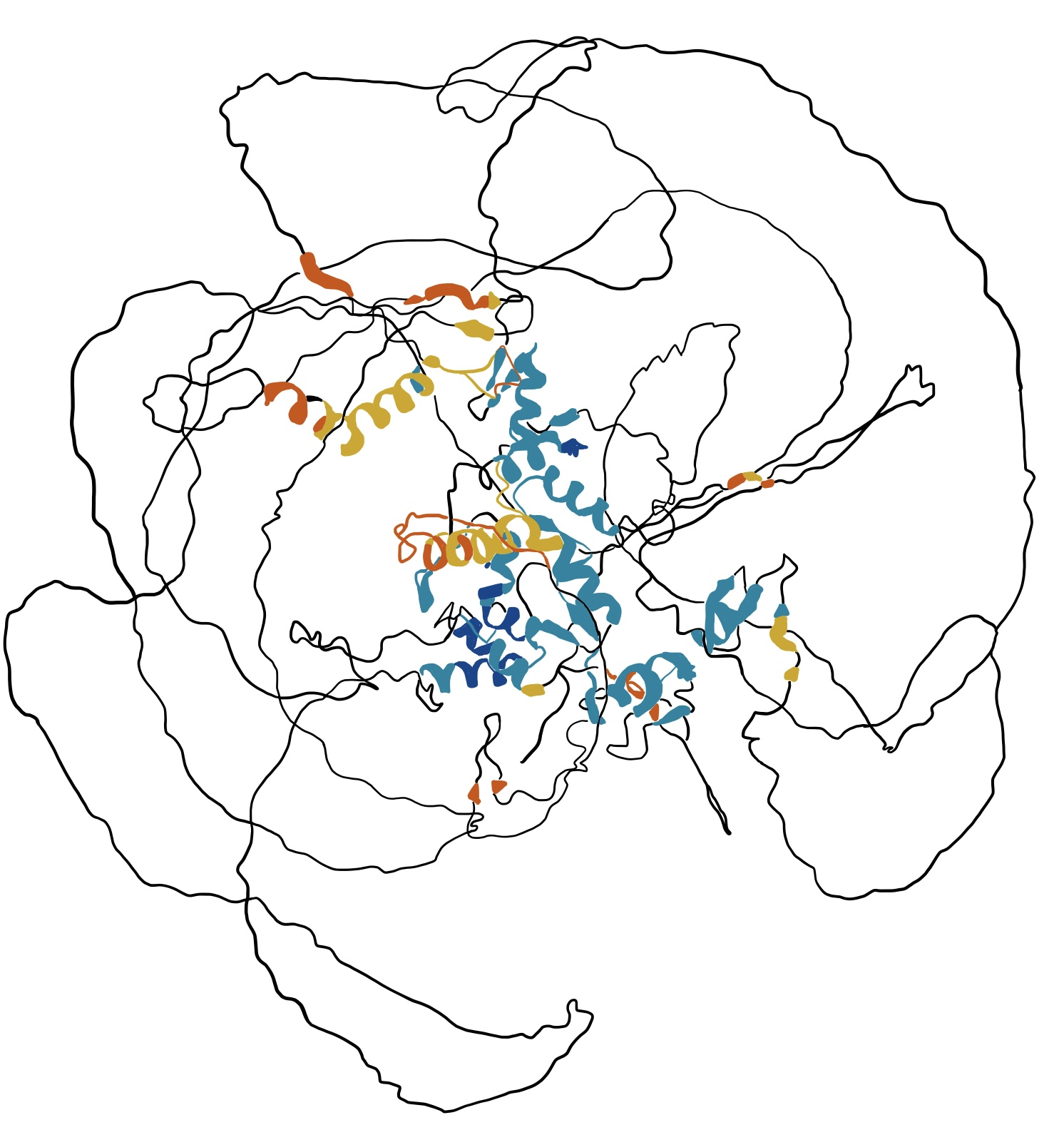
Estructura de la proteína Zeb1 humana. Modelo de confianza. Azul oscuro-Muy alto (pLDDT > 90). Azul claro-Alto(90 > pLDDT > 70). Amarillo-Bajo(70 > pLDDT > 50). Naranja-Muy bajo(pLDDT < 50).

La cadena polipeptídica que conforma la proteína está formada por 1124 aminoácidos, e interacciona vía N-terminal con la proteína BRG1, dando lugar a su estructura cuaternaria.
Es una proteína multimodular, se trata de una proteína formada por varias subunidades proteicas, y contiene varias regiones de unión a ADN, lo cual permite también a estos factores unirse a más de una zona al mismo tiempo. ZEB1 está compuesta por 7 dedos de zinc i 1 homeodominio, con capacidad específica de unión al DNA, a otros factores transcripcionales y a diversos cofactores, los cuales pueden ser de tipo activador o represor. 
Las regiones de dedos de zinc que contiene esta proteína le permiten interactuar y unirse al ADN. Estas se encuentran localizadas en el extremo N-terminal (ZD1), en el extremo C-terminal (ZD2) y en la parte central de la proteína (HD). ZD1 tiene dos dedos de zinc, a diferencia del dominio ZD2 que tiene tres. Las regiones de dedos de zinc se unen a secuencias específicas del ADN denominadas E-box-like.
Próximo a la zona N-terminal, ZEB1 posee una región de unión a otros factores de transcripción, como por ejemplo a miembros de la familia de Smad, asociados a la vía de señalización TGFβ/BMP, mientras que el dominio C-terminal de ZEB1 posee regiones de interacción para cofactores CtBP, los que a su vez interactúan con histonas deacetilasas y metiltransferasas. Estas regiones de unión son fundamentales en el control de su actividad transcripcional, ya que se trata de una proteína que puede llevar a cabo múltiples actividades transcripcionales.
Asimismo, la proteína contiene sitios potenciales de Sumoilación, adición del modificador SUMO a los residuos de lisina. 

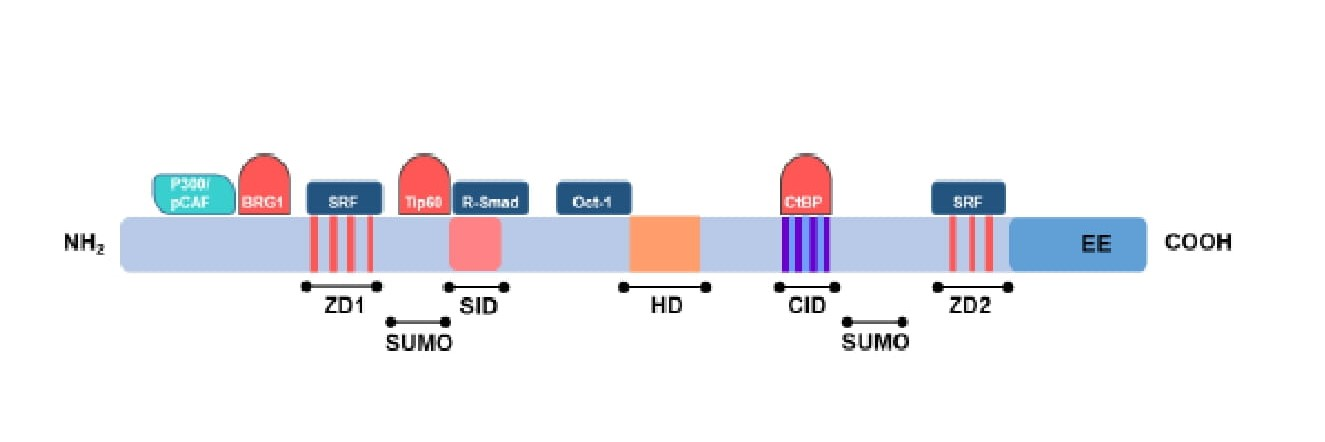
Estructura y dominios de ZEB1: Dos grupos de dedos de zinc uno en la región N-terminal (ZD1) y otro en la región C-terminal (ZD2); home h odominio central (HD); dominio para interacción con proteínas SMADs (SID); dominio de interacción con CtBP (CID); dominio acídico rico en glutamato (EE); sitios potenciales de Sumoilación (SUMO).

## Funciones
ZEB1 es uno de los elementos principales de una red de factores de transcripción cuya función es controlar la EMT. Puede realizar esta función porque es capaz de controlar la expresión de microARN mediante la interferencia con la actividad del promotor de microARN formando un circuito de retroalimentación recíproca en el control de la EMT. El factor Twist1, que está relacionado con el proceso de la EMT, se une directamente al promotor de la proteína y de esta manera puede activar la transcripción de ZEB1. 
Esta proteína realiza una actividad dual gracias a los dominios de unión a proteínas, los cuales permiten regular la actividad transcripcional del promotor CDH1, que codifica la E-cadherina, una proteína de anclaje epitelial. 
Actúa como represor transcripcional mediante su interacción con el correpresor CtBP (una proteína de unión C-terminal). Al mismo tiempo, CtBP podría interactuar con la histona deacetilasa para atenuar la expresión génica dirigiéndose a la región promotora. Aun así, cabe destacar que la unión de la CtBP con ZEB1 no es siempre necesaria en la función de atenuación de la transcripción que tiene la proteína ZEB1.
Pero no solo puede funcionar como represor de la transcripción, las proteínas ZEB1 también permiten la activación de la transcripción mediante su interacción con coactivadores como el p300 y el P/CAF.Al reclutar diferentes coactivadores o correpresores, la proteína ZEB1 puede realizar diferentes funciones en la remodelación de la cromatina.
Además, puede desencadenar la represión de genes epiteliales que codifican componentes de adherentes y uniones estrechas, desmosomas y filamentos intermedios, al tiempo que regula positivamente factores mesenquimales, como vimentina, fibronectina, N-cadherina y metaloproteinasas de matriz, facilitando el proceso de desdiferenciación.
Se ha comprobado que la expresión de la proteína ZEB es fundamental mediante un experimento donde ratones que no la tenían, morían poco después del nacimiento. En tejidos normales, la expresión de ZEB1 se observa en tejidos que se someten a la diferenciación, como la diferenciación de células T y la diferenciación esquelética. 
La proteína ZEB1 también tiene la capacidad de controlar de forma negativa la expresión de otros genes relacionados con las uniones adherentes, como Pals1, o  genes relacionados con el control de la polaridad en la célula epitelial como Crumbs3 y HUGL2. 

## Significación clínica

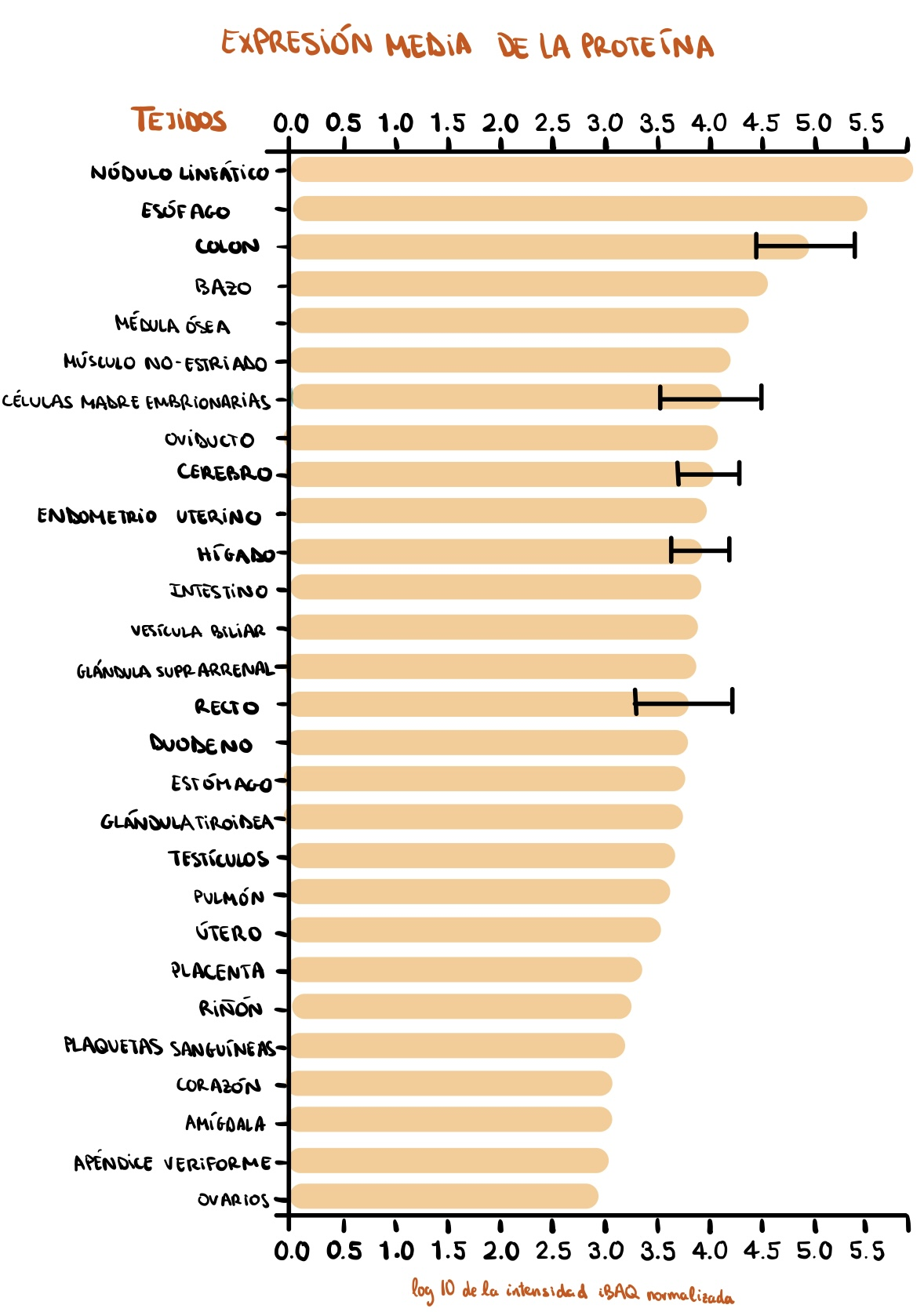
^{Se relaciona el iBAQ segun los diferentes tejidos del cuerpo humano. El iBAQ determina la abundancia de la proteína dividiendo el total de las intensidades totales de los precursores por el número de péptidos teóricamente observables de la proteína.}

Se ha demostrado que ZEB1 es altamente expresada en las células basales epiteliales corneales, y que mutaciones en el gen que codifica esta proteína están relacionadas con la Distrofia corneal polimorfa posterior 3 (PPCD). 
Un estudio publicado en el 2021 describe como ZEB1 regula la expresión de la isoforma muscular de la fosfofructoquinasa-1 (PKFM), una enzima encargada de limitar la velocidad en la glucólisis. Habiendo demostrado que ZEB1 activa directamente la transcripción de PKFM, se relaciona que el silenciamiento de ZEB1 En las células MHCC-97H y HCC-LM3 desencadena una alteración de la glucólisis, expresión, proliferación e invasión de PFKM. Por lo tanto, el eje ZEB1-PFKM es un punto clave en la carcinogénesis y la metástasis del CHC (carcinoma hepatocelular). Concluyendo así, que dicho estudio sugiere que la inhibición de la actividad transcripcional de Zeb1 hacia PFKM puede ser una estrategia terapéutica para el CHC.
ZEB1 regula la E-cadherina e induce la EMT en carcinomas, como los de mama. La sobre expresión de esta proteína se ha identificado como un posible riesgo de recurrencia y mal pronóstico en varios tipos de cánceres.